# داویدا ۵۱۱
سیارک ۵۱۱ (به انگلیسی: 511 Davida، نامگذاری:1903LU) پانصد و یازدهمین سیارک کشف شده‌است که در ۳۰ مه ۱۹۰۳ و در هایدلبرگ کشف شد.
قدر مطلق سیارک برابر ۶٫۲۲ است.